# Незофонты
Незофонты (лат. Nesophontes) — вымерший род млекопитающих из монотипического семейства Nesophontidae. Остатки костей этих животных были найдены прежде всего в погадках сов на Кубе, Каймановых островах, Гаити и Пуэрто-Рико.

## Описание
Незофонты достигали, вероятно, длины от 5 до 15 см. У них была длинная, гибкая морда, вытянутая, стройная голова, хвост той же длины, что и тело.

## Этимология
Родовое название происходит от двух древнегреческих слов: νήσος — остров и φόντης — убийца.

## Вымирание
Вероятно, животные вымерли после прибытия в конце XV века европейцев в Вест-Индию. Остатки костей были найдены вместе со скелетами крыс и мышей, завезённых европейцами. Предполагают, что борьба за питание интродуцированных видов способствовала вымиранию незофонтов, наряду с выкорчёвыванием леса и преобразованием его в плантации. Свежие остатки указывают на факт, что, возможно, некоторые виды могли дожить до XIX или начала XX столетий.

## Классификация
Ближайшие родственники незофонтов — это щелезубы, обитающие на Кубе и Гаити, которые похожи на них, но заметно крупнее.
Самый крупный вид семейства — Nesophontes edithae (пуэрто-риканский незофонт) — обитал на Пуэрто-Рико и был описан самым первым (в 1916 году).
На Кубе обитали:
- Узконосый незофонт (Nesophontes longirostris)
- Большой кубинский незофонт (Nesophontes major)
- Западнокубинский незофонт (Nesophontes micrus)
- Малый кубинский незофонт (Nesophontes submicrus)
- Nesophontes superstes

На Гаити жили:
- Малый гаитянский незофонт (Nesophontes hypomicrus)
- Незофонт Михаэля (Nesophontes paramicrus)
- Гаитянский незофонт (Nesophontes zamicrus)

Nesophontes hemicingulus, эндемичный для Каймановых островов, является единственным представителем рода, известным за пределами Больших Антильских островов.